# Shitao
Shitao sau Shi Tao (în chineză simplificată: 石涛, în chineză tradițională: 石濤; pinyin: Shí Tāo) (1642 - 1707), născut în clanul imperial din dinastia Ming cu numele Zhu Ruoji (朱若極), a fost un călugăr budist chinez, caligraf și pictor peisagist din perioada de început a dinastiei Qing.

## Biografia

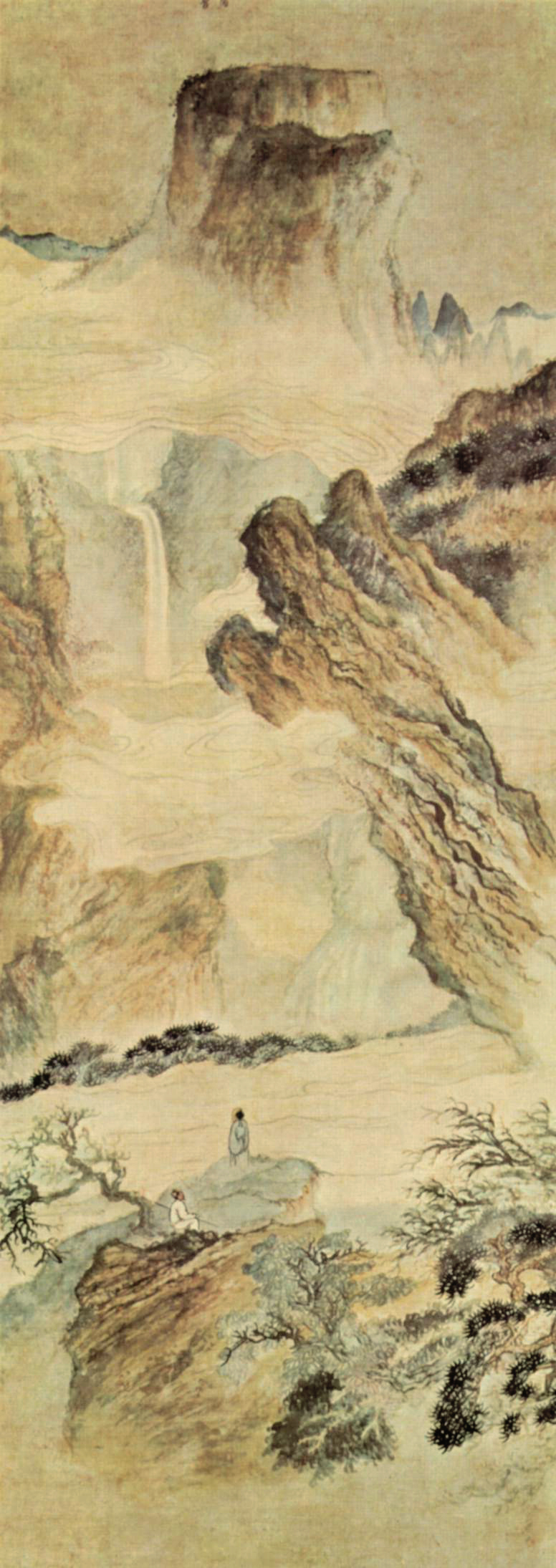
Shitao, Cascadă pe muntele Lu, 1660-1710, inspirată de o poezie de Li Bai, colecție privată

Născut în comitatul Quanzhou din provincia Guangxi, Shitao era membru al casei regale Ming. În 1644 el a scăpat în extremis de moarte, când dinastia Ming a căzut sub efectul invaziei Manchus și a rebeliunii civile. Scăpând de soarta căreia îl destina noua putere, a luat numele de Yuanji Shi Tao cel târziu în 1651, când a început să-și petreacă o bună parte a vieții într-o mănăstire budistă.
S-a mutat din districtul Wuchang, unde și-a încheiat educația religioasă, în Anhui în 1660. În anii 1780 a trăit în Nanjing și Yangzhou, iar în 1690 s-a stabilit pentru o perioadă la Beijing pentru a căuta fonduri pentru promovarea sa în sistemul monahal. Încercarea a eșuat și, frustrat de aceasta, Shitao s-a convertit la taoism în 1693 și s-a întors la Yangzhou, unde a locuit până la moartea sa în 1707.

## Nume

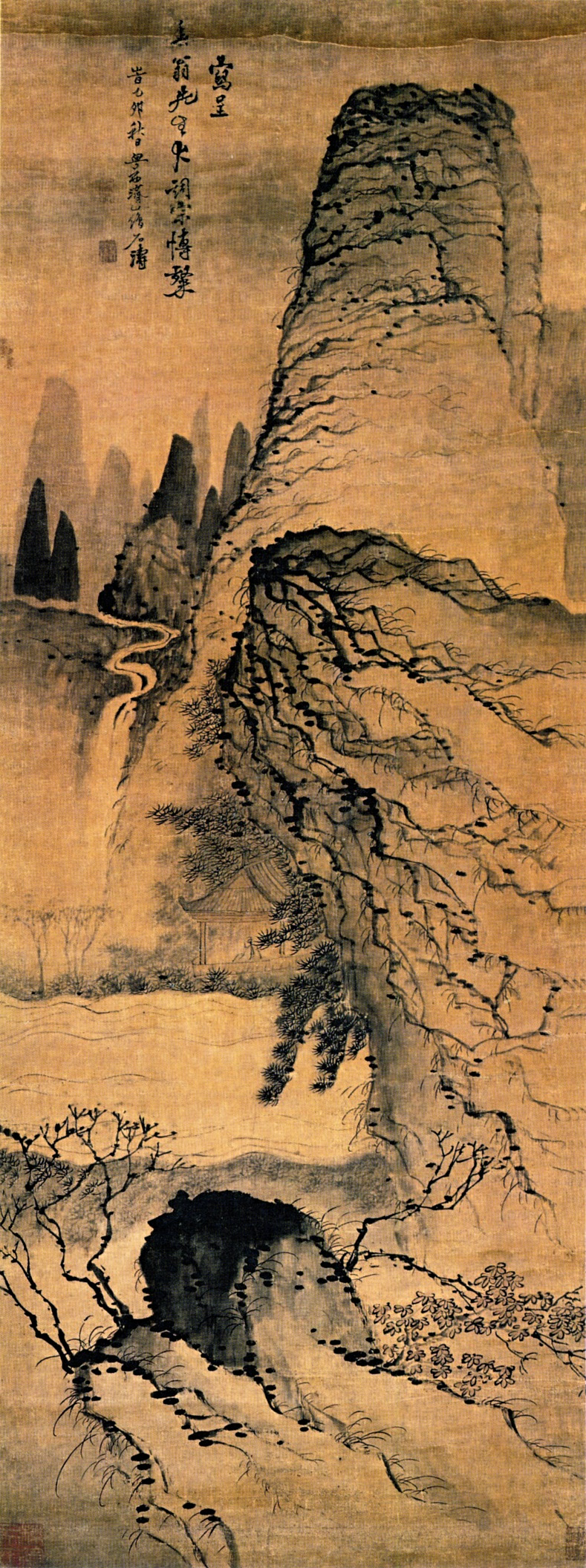
松閣臨泉, Sōng gé lí quán, 1675, colecția muzeului din Shanghai

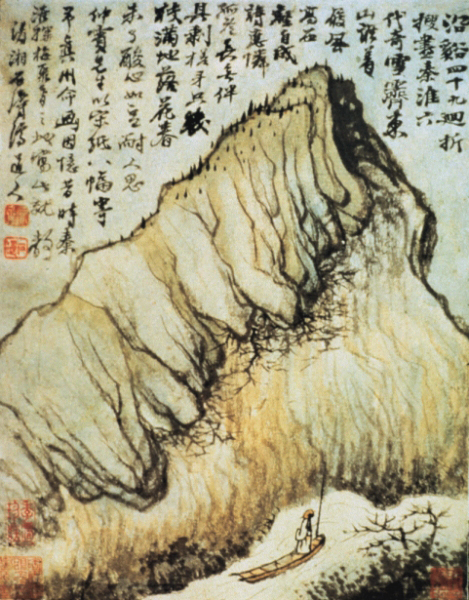
Amintiri din Qin Huai, de Shitao, Cleveland Museum of Art

Shitao a folosit peste două duzine de nume de-a lungul vieții.
Printre cele mai frecvente nume folosite de el se numără Shi Tao (Val de stâncă - 石涛), Kǔguā héshang (Călugărul tărtăcuță amară - 苦瓜和尚), Xiā Zūnzhě (Onorabilul orb - 瞎尊者, orb la dorințele pământești), Dà Dízǐ (Cel pur (sau curat) - 大滌子).
Da Dizi a fost numele luat de Shitao când a renunțat la budism și s-a convertit la taoism. Era și numele pe care l-a folosit pentru casa lui la Yangzhou (Sala Dà Dí - 大滌堂), unde și-a sfârșit viața.

## Arta
Shitao este unul dintre cei mai faimoși pictori individualiști ai perioadei Qing timpurii. Arta sa a fost revoluționară și în mod deschis transgresivă față de stilul dominant al vremii, având ca scop reutilizarea trăsăturilor stilistice clasice. Deși preia la rândul lui influența unor predecesori, în primul rând Ni Zan și Li Yong, pictura sa se caracterizează printr-o prospețime fără precedent în tradiția chineză. În conformitate cu viziunea taoistă asupra Universului, pictorul devine un catalizator de forțe pe care le transmite pe hârtie cu metoda numită „o trăsătură de pensulă” de Shitao. În lucrările sale se remarcă angoasa care îi caracterizează personalitatea, marcată de conflictul dintre asceza monahală și viața lumească. El este, de asemenea, autorul unora dintre cele mai semnificative texte teoretice din toată bogata tradiție chineză pe acest subiect.